# Oxycopis mimetica
Oxycopis mimetica är en skalbaggsart som först beskrevs av Horn 1896.  Oxycopis mimetica ingår i släktet Oxycopis och familjen blombaggar. Inga underarter finns listade i Catalogue of Life.